# بلد (مدينة)
بلد مدينة عراقية شمال مدينة بغداد تقع ضمن قضاء بلد وهو أحد أقضية محافظة صلاح الدين. ويبلغ عدد سكان مدينة بلد 80 ألف نسمة أما المناطق المحيطة بمدينة بلد ونواحي الضلوعية ويثرب والإسحاقي والقرى المحيطة فعدد سكانها أكثر من 150 الف نسمة.
كما توجد بقضاء بلد عدة قرى مهمة بفدر سكانها 5 الإف نسمة ومنها :
- قرية عزيز بلد (2300 نسمة)
- قرية الرواشد(1200 نسمة)
- قرية تل الذهب(1000 نسمة)
- قرية العويسات 500 فرد تقريبا.

## أحياء مدينة بلد
| اسم الحي     | مساحته هكتاراً | سكانه |
| العباس       | 78.5          | 9699  |
| الشهداء      | 40.04         | 6034  |
| الحسين       | 36.9          | 5909  |
| مركز المدينة | 37.3          | 5926  |
| العبور       | 50.07         | 5626  |
| الصمود 1     | 31.2          | 2908  |
| الصمود 2     | 65.2          | 5389  |
| الوحدة       | 64.8          | 5375  |
| الصادق       | 30.08         | 4753  |
| الانتصار 1   | 21.9          | 2172  |
| الانتصار 2   | 45.9          | 783   |
| الخالدين     | 45.6          | 1936  |
| التجاوز      | 184.5         | 816   |
| الزهراء      | 192.8         | 4492  |
| الإمام 1     | 91            | 501   |
| الإمام 2     | 97            | 437   |
| الحي الصناعي | 14            | 61    |
| مجموعها      | 1128.5        | 62817 |

## الأهمية
تبعد مدينة بلد حوالي 85 كم شمال مدينة بغداد, تقع على خط عرض 34 بين قضاء سامراء وقضاء التاجي شمالا. وفي مدينة بلد يقع مرقد السيد محمد ,وهو السيد محمد أبن الأمام علي الهادي وأخو الأمام الحسن العسكري ويعتبر من المزارات الإسلامية المهمة في العراق. وعلى بعد 5كم شمال غرب مدينة بلد والى الجنوب الغربي من اثار قرية حربى في ناحية الاسحاقي يوجد جسر حربي (جسر المستنصر) الذي يعد من الجسور النادرة في محافظة صلاح الدين.، ويعتبر قضاء بلد من أكبر الأقضية في محافظة صلاح الدين من حيث عدد السكان.
كما يضم قضاء بلد قاعدة بلد الجوية وهي أكبر قاعدة جوية في العراق.

## حوادث

### تفجير بلد
في بداية عام 2016 استهدف ثلاثة انتحاريين يرتدون أحزامة ناسفة أحد أشهر المقاهي في مدينة بلد يرتادة مشجعون لفريق ريال مدريد حيث أدى الهجوم الانتحاري إلى مقتل ما يقارب 15 وإصابة 30 بجروح وأعلن تنظيم داعش مسؤوليته عن التفجير الانتحاري.

### الهجوم على مرقد سبع الدجيل
في 7 تموز/يوليو 2016 قصف عناصر من تنظيم داعش بالهونات مرقد السيد محمد (سبع الدجيل) بن الإمام علي الهادي أحد أئمة الشيعة بعدها هاجمة ثلاثة انتحاريين يرتدون أحزمة ناسفة ويحملون أسلحة رشاشة مدعين أنهم من الحشد الشعبي فجر أثنان نفسيهما في محيط الضريح بينما الثالث قتل قرب باب الدخول عندما حاول دخول الضريح أدى هذا الهجوم إلى مقتل 56 شخصاً واصابة 70.